# 星屑リベンジャーズ
『星屑リベンジャーズ』（ほしくずリベンジャーズ）は、AbemaTVとメ〜テレの共同制作により、2018年7月23日からAbemaTVにて配信され、同月31日（30日深夜）からメ〜テレで放送されていたテレビドラマ。主演は新川優愛。

## 概要
MMJから出向している神通勉にとって『会社は学校じゃねぇんだよ』に続くAbemaTV制作ドラマ第二弾。本作ではドリマックス（現・TBSスパークル）からの出向であるたちばなやすひとがAbemaTVサイドとして加わり、サイバーエージェント組がプロデュースに関わらない初のAbemaTV制作ドラマ作品となる。
“夢”と“セルフプロデュース”をテーマ に設定し、現実のSNS文化を巻き込むことでストーリーに幅を持たせ、第一弾・イチナナとのコラボ企画ではイチナナライバー役の女優を一般募集 した。
事前番組として2018年7月16日にAbemaTV SPECIAL 2チャンネルにて、『新川優愛&次世代ブレイク俳優が登場「星屑リベンジャーズ」放送直前SP!』が配信される。
9月12日に千駄ヶ谷・ベルエポック美容専門学校で『星屑リベンジャーズ最終回直前スペシャルイベント』を開催した。

## あらすじ
フォロワー数7万人を誇る人気インスタグラマー・楠木春は、贅沢な生活を謳歌していたある日、知り合いの社長から誕生日プレゼントとして芸能事務所「クリークプロモーション」を譲り受けたのだが、実は事務所は借金まみれで、残っていたのは社員の間野あかりと売れない男性アイドルグループ・トランジションだけだった。社長に騙されたことで、春は一瞬にして多額の借金を背負い、Instagramには誹謗中傷のコメントが溢れ、クラインアントからも契約を解除されてしまう。
落ち込んだ春は、事務所を倒産することを考えたが、実はトランジションは、春が高校時代に夢中になっていたアイドルグループだったのだ。だが、彼らは3年前に大手事務所を移籍してから仕事が全く無くなり、ずっと活動休止状態であり、現在はすっかり暗い顔をしてしまっていた。春はそんな5人と共に再起を誓う。

## キャスト

### 芸能事務所「クリークプロモーション」
楠木春（くすのき はる）
演 - 新川優愛
本作の主人公。クリークプロモーション社長。かつては、フォロワー数7万人を誇る人気インスタグラマーだったが、騙されて倒産寸前の芸能事務所を譲られたことからどん底に陥る。だが、高校時代に憧れていたトランジションを復活させようと奮起する。「この世に要らないものなんてない、使い方が間違った場所に置かれているだけ」という信念を持つ。
間野あかり（まの あかり）
演 - 生駒里奈
事務スタッフ。趣味は、ネットサーフィン。現実主義者で基本的に物事を客観的かつ冷めた目で見ている。18時には必ず退社する。労働に楽しみを感じたことはなく、生活の為に働いている。当初、春やトランジションの情熱にも冷めていたが、次第に彼らに影響されていく。

#### トランジション
売れない5人組男性アイドルグループ。春が高校時代の時は人気を集めていたが、3年前に大手事務所を移籍してから仕事が全く無くなり、活動休止状態である。
結城史人（ゆうき ふると）〈25〉
演 - 森永悠希
トランジションのメンバー。おっとりして、真面目な性格。気弱に見えて、芯が強い。メンバーの中で唯一、下積みなくデビューした為、最初はファンから「グループの足を引っ張っている」とバッシングを受けることもあったが、誰よりも努力を重ねて、現在はグループ一の実力となった。
速水祐也（はやみ ゆうや）〈24〉
演 - 塩野瑛久（男劇団 青山表参道X）
トランジションのセンター。クールで協調性はあまりないが、自分なりの信念を持つ。正直者故に不器用。あからさまにファンに媚びを売るなど自分の信念に背くことはやらない主義だが、ファンへの感謝の気持ちは強い。カリスマ性も持ち合わせ、プロ意識が高い。
泉遼太郎（いずみ りょうたろう）〈27〉
演 - 花沢将人
トランジションで最年長。兄貴的存在。幼い頃から芸能界で活動し、かつて在籍したアイドルグループの解散をきっかけに、グループに加入。業界の厳しさやグループを維持していく苦労も知っている為、スタッフや共演者にも丁寧に対応するが、逆に空気を読みすぎて、自分の本心を言わないこともある。
前沢太一（まえざわ たいち） 〈23〉
演 - 内藤秀一郎
トランジションで明るいムードメーカー。常に笑顔で愛想も良い為、ファンからは可愛いがられており、お茶の間からの人気も高い。しかし、単純な性格で褒められると調子に乗ってしまう為、時にトラブルを起こすこともある。
小宮山陸（こみやま りく）〈22〉
演 - 本田響矢
トランジションで唯一の大学生。堅実な性格。育ちが良く礼儀正しい。イケメン高学歴という肩書で主婦層の人気が高い。実はいくつかの内定をもらっており、卒業後は就職かアイドル活動か、密かに悩んでいる。

### 大手芸能事務所「渡長プロダクション」
渡長秀一郎（となが しゅういちろう）
演 - 光石研
大手芸能事務所・渡長プロダクションの代表取締役社長。 芸能界の重鎮だが、裏で汚いことも沢山してきた。トランジションの育ての親だが「ステップアップのために」と移籍されてしまう。度量が大きく義理人情に厚いが、容赦なく人を切り捨てる非情な一面もある。
羽鳥龍
演 - コトブキツカサ
渡長の部下。

### Share Future株式会社
牧野隆也
演 - 淵上泰史
ライブ配信サービス・17ライブ代表取締役社長。ビジネス最優先で、人を切り捨てる冷徹な部分もあるが、根本は人もサービスも、作られたものではなく、リアルを追い求めている。春に興味を抱く。
森真奈美
演 - 松田るか
牧野の秘書。

### その他
黒田紗英（くろだ さえ）
演 - 佐野ひなこ
春の友人。モデルとグラビアを兼任する。かつて、事務所主催のコンテストでグランプリを取り、当時は絶大な期待をされていたが、今は売れない。春とは雑誌の企画で、知り合い、親しくなったが、彼女が落ちぶれてからは距離を置く。貧乏な環境で育った故にハングリー精神は強く、売れる為なら、どんな事でもこなす度胸を持つ。実は、春に対して、嫉妬と劣等感を抱いていた。
新谷恭介
演 - 清水尚弥
ウチダの元で、ゴーストライターを務める作曲家。コミュニケーション能力は低いが、作曲家として高い才能を持つ。
遠藤愛
演 - 湯川玲菜
クリークプロモーションが入居するシェアオフィスの受付。

### ゲスト

#### 第1話
ウチダタカヤス
演 - ファンキー加藤（第2話）
有名音楽プロデューサー。
川名章介（かわな しょうすけ）〈45〉
演 - 金子昇

#### 第3話
吉家猛
演 - 栁俊太郎

## スタッフ
- 脚本 - 山岡潤平、仁志光佑、三浦希紗
- 監督 - 岩田和行、菊川誠、淵上正人
- プロデューサー - 神通勉（AbemaTV）、たちばなやすひと（AbemaTV）、太田雅人、大池雅光（メ〜テレ）、高田良平（共同テレビ）[4]
- 制作プロダクション - 共同テレビジョン
- 製作著作 - AbemaTV、メ〜テレ
- 弁護士監修 - 佐藤大和（レイ法律事務所）

## 音楽

### 主題歌
- 「Kiss The Sky」作詞：森月キャス、Mitsuhiro Hidaka　作曲、編曲：ats-、歌：AAA[6][7]

## 放送・配信日程
| 各話   | 配信日  | 放送日       | サブタイトル                                 | 脚本                       | 監督     |
| 各話   | AbemaTV | 名古屋テレビ | サブタイトル                                 | 脚本                       | 監督     |
| ------ | ------- | ------------ | -------------------------------------------- | -------------------------- | -------- |
| 第1話  | 7月23日 | 7月31日      | 理不尽に負けない! ずぶ濡れの宣戦布告         | 山岡潤平 仁志光佑 三浦希紗 | 岩田和行 |
| 第2話  | 7月30日 | 8月07日      | 動き出した運命! 業界の洗礼と新たな出会い     | 仁志光佑 三浦希紗          | 岩田和行 |
| 第3話  | 8月06日 | 8月14日      | メンバー脱退!? 消せない過去と涙の告白        | 仁志光佑                   | 菊川誠   |
| 第4話  | 8月13日 | 8月21日      | 熱愛発覚!? バッシングの嵐と隠した本音        | 仁志光佑                   | 菊川誠   |
| 第5話  | 8月20日 | 8月28日      | 強制わいせつ容疑! クビ宣告と覚悟の一手       | 三浦希紗                   | 岩田和行 |
| 第6話  | 8月27日 | 9月04日      | 芸能界の闇! 崖っぷちの女が招く最悪の事件     | 三浦希紗                   | 淵上正人 |
| 第7話  | 9月03日 | 9月11日      | 絶望のヒロイン! 灰色の世界を照らす5つの星    | 仁志光佑                   | 菊川誠   |
| 第8話  | 9月10日 | 9月18日      | 盗作騒動勃発! 唯一の解決策は彼らとの別れ!?   | 仁志光佑                   | 菊川誠   |
| 第9話  | 9月17日 | 9月25日      | 感動の初ライブ! 理不尽の先に見えた新しい世界 | 仁志光佑                   | 岩田和行 |
| 最終話 | 9月24日 | 未放送       | 映画デビュー! 撮影現場は止まらない!?         | 仁志光佑 三浦希紗          | 岩田和行 |

- メ～テレでの第2話、第3話の放送は熱闘甲子園（23:10 - 23:40）放送の為30分繰り下げの1:25 - 2:00に放送

## 放送局・配信元
放送局
| 放送地域   | 放送局         | 系列           | 放送時間                     | 放送期間                | 備考 |
| ---------- | -------------- | -------------- | ---------------------------- | ----------------------- | --- |
| 中京広域圏 | メ～テレ       | テレビ朝日系列 | 火曜 0:55 - 1:30（月曜深夜） | 2018年7月31日 - 9月25日 | 『熱闘甲子園』放送（前日23:10 - 23:40）のため、第2回、第3回は30分遅れ（1:25 - 2:00）の放送最終話未放送 |
| 関西広域圏 | 朝日放送テレビ | テレビ朝日系列 | 火曜 2:34 - 3:07（月曜深夜） | 2018年7月31日 - 9月25日 | 『速報!甲子園への道』放送（0:15 - 0:25）のため、初回は8分遅れ（2:42 - 3:15）の放送 「熱闘甲子園」放送（前日23:10 - 23:40）のため、第2回は30分遅れ（3:04 - 3:37）、第3回は29分遅れ（3:03 - 3:36）、の放送最終話未放送 |
| 神奈川県   | tvk            | 独立局         | 水曜 23:00 - 23:30           | 2018年8月8日 - 10月3日  | 最終話未放送 |

インターネット配信
- AbemaTV - 2018年7月23日から毎週月曜23:00 - 23:30